# Mileč
Mileč (en allemand : Milletsch) est une commune du district de Plzeň-Sud, dans la région de Plzeň, en République tchèque. Sa population s'élevait à 349 habitants en 2022.

## Géographie
Mileč se trouve à 3 km au sud-est de Nepomuk, à 39 km au nord du centre de Plzeň et à 92 km au sud-ouest de Prague.
La commune est limitée par Nepomuk, Třebčice et Mohelnice au nord, par Kasejovice et Oselce à l'est, par Chlumy, Nekvasovy et Myslív au sud, et par Kramolín et Kozlovice à l'ouest.

## Histoire
La première mention écrite de la localité date de 1352.

## Administration
La commune se compose de cinq sections :
- Bezděkovec
- Maňovice
- Mileč
- Záhoří
- Želvice

## Galerie

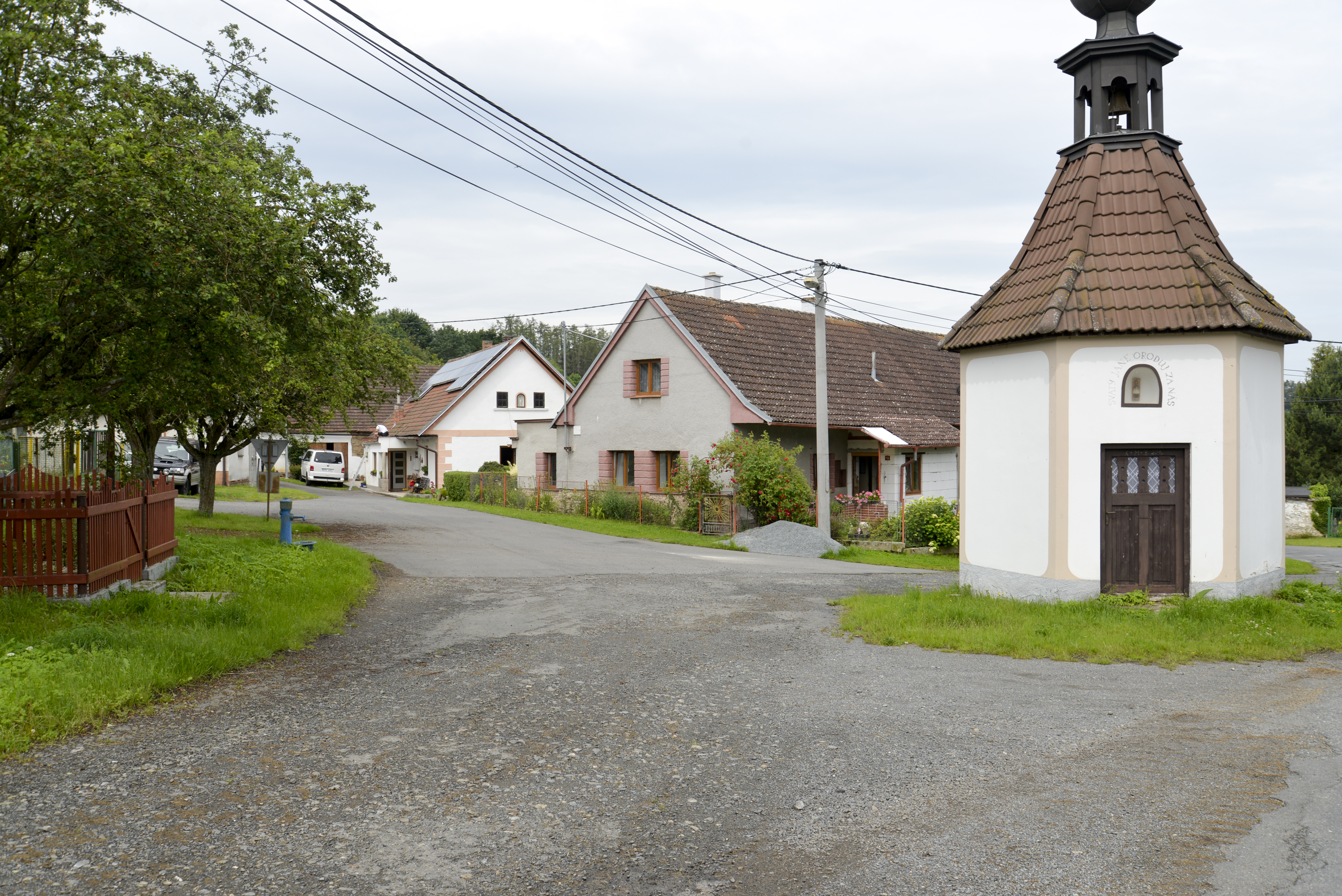
Hameau de Maňovice.
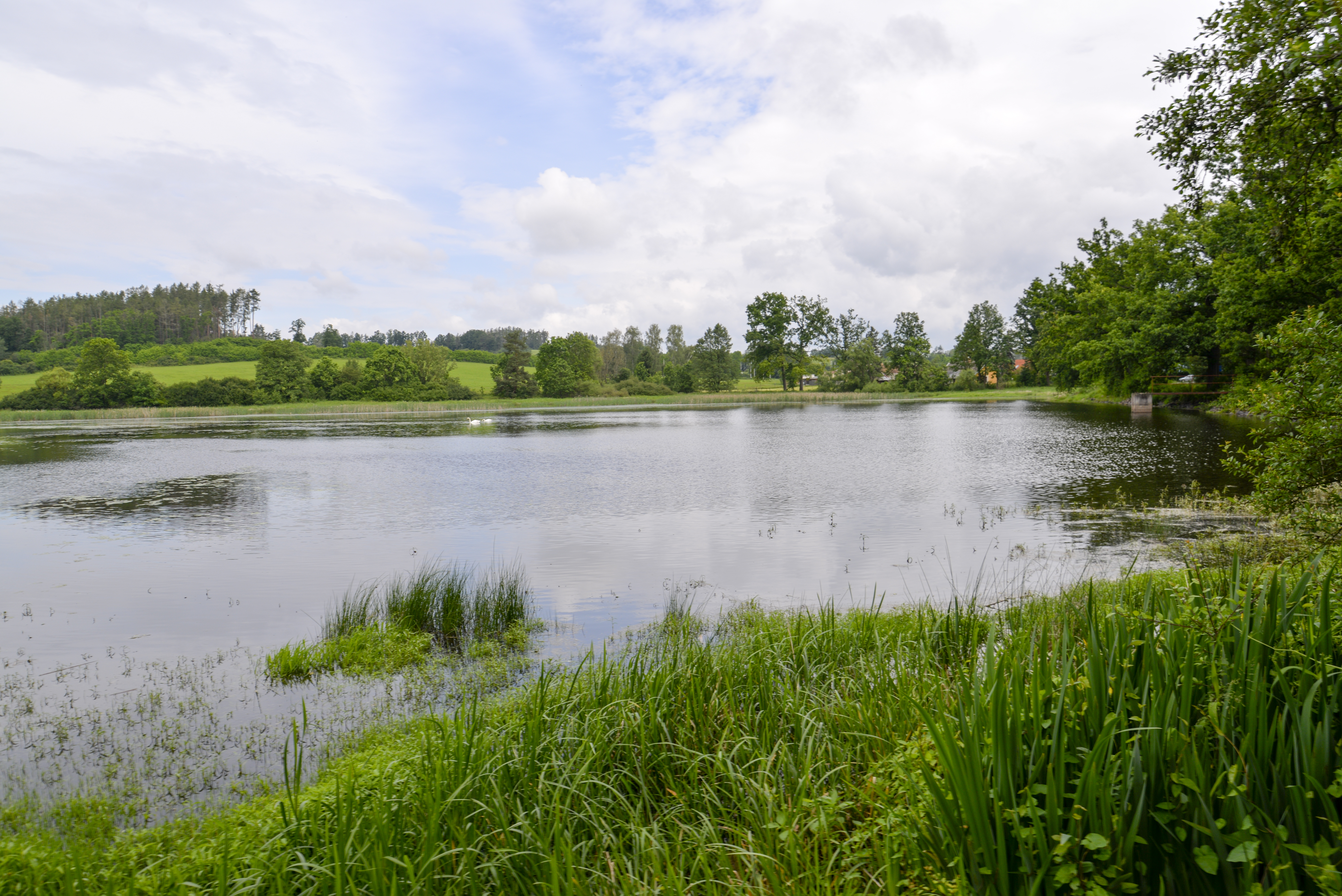
Étang de Maňovský.

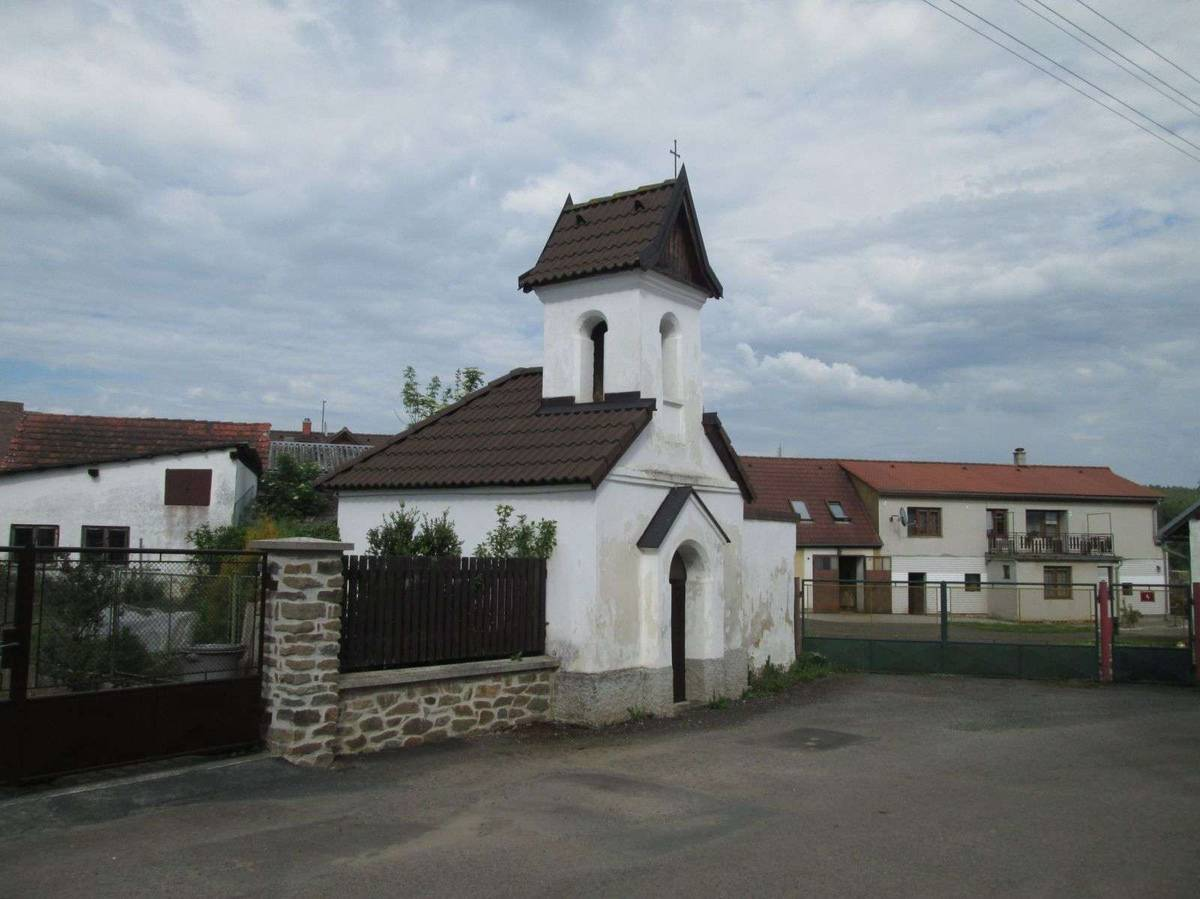
Chapelle à Záhoří.
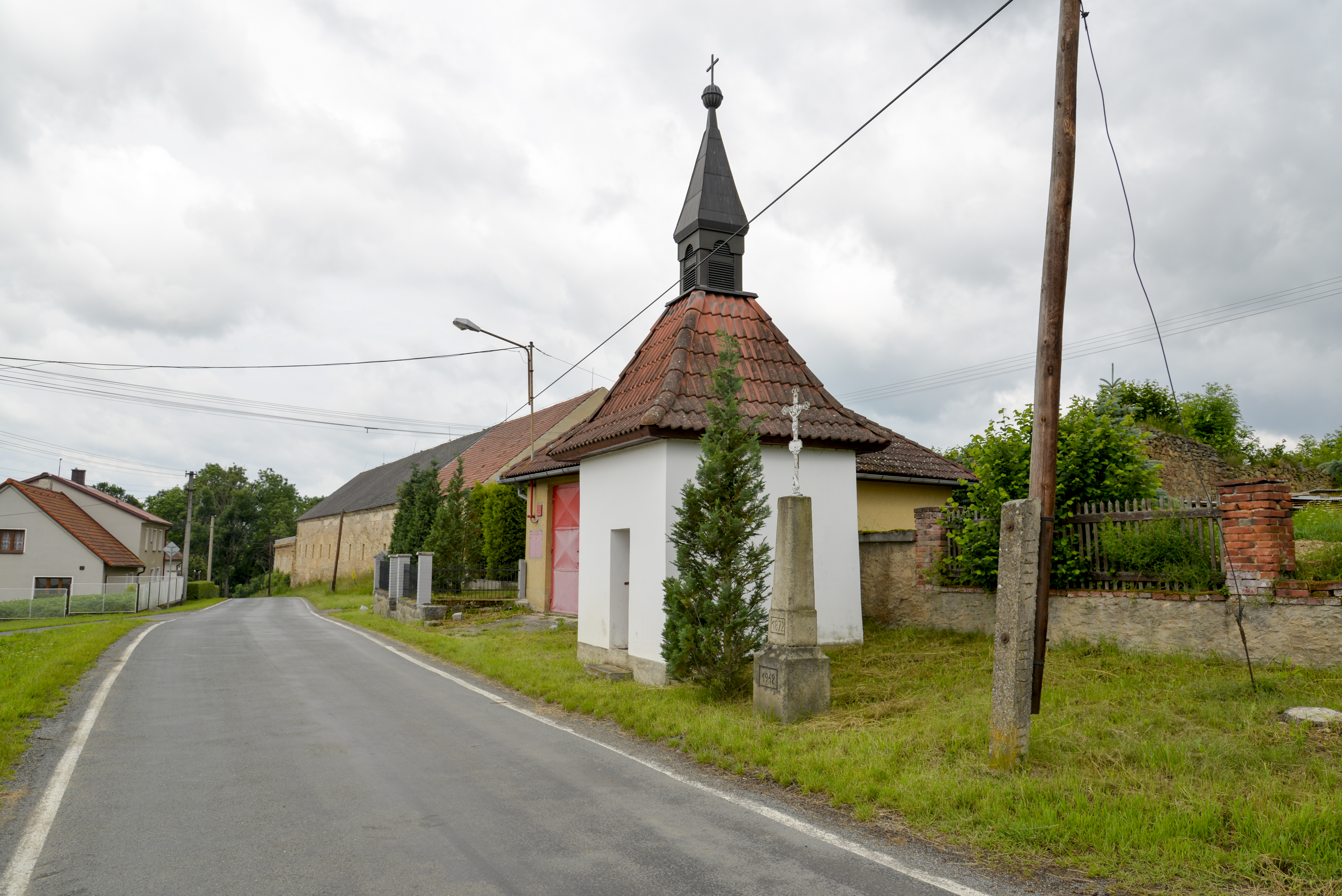
Chapelle à Želvice.

## Transports
Par la route, Mileč se trouve à 3 km de Nepomuk, à 22 km de Horažďovice, à 39 km de Plzeň et à 109 km de Prague.